# Aranysárkány (film)
Az Aranysárkány egy 1966-ban bemutatott színes magyar játékfilm, amely Kosztolányi Dezső azonos című, 1925-ben megjelent regénye alapján készült.

## Történet
A történet Sárszegen játszódik, akárcsak a rendező másik, szintén Kosztolányi-műből készített filmje, a Pacsirta. A filmben utalások is találhatóak a három évvel korábban készült filmre nézve. A film főhőse Novák Antal, egy gimnáziumi tanár, akinek élete látszólag nyugodt mederben folyik, azonban különböző sérelmek és megaláztatások folytán az öngyilkosságba menekül. Liszner Vilmos nevű tanítványa a megbuktatása után éjszaka a társaival alaposan megveri a tanárát. Hilda nevű lánya, az apai intelmek ellenére, megszökik szerelmével. Kosztolányi Dezső regénye már-már egzisztencialista jellegű. Ennek képi bemutatása pontos és szikár, remekül ábrázolja az 1920-as évek Magyarországát és annak társadalmi viszonyait.
A filmet Mensáros László alakítása teszi igazán felejthetetlenné.
A film külső felvételei Baján készültek.

## Szereplők
- Mensáros László – Novák Antal
- Tóth Benedek – Tibor
- Béres Ilona – Hilda, Novák lánya
- Tahi Tóth László – Liszner Vili
- Bara Margit – Flóri néni
- Bessenyei Ferenc – Dr. Barabás
- Gózon Gyula – Tálas, tanár
- Greguss Zoltán – Dr. Ebeczky, ügyvéd
- Horváth Teri – Mari, szolgáló
- Latinovits Zoltán – Fóris, tanár
- Makláry Zoltán – Pedellus
- Pécsi Sándor – Liszner, fűszkereskedő
- Szakács Sándor – érettségi elnök
- Sinkovits Imre – Bahó Attila
- Tompa Sándor – Igazgató
- Bodrogi Gyula – Patikussegéd
- Iglódi István – Glück László
- Keresztessy Mária – Igazgatóné
- Kovács István – Huszár Bandi
- Nagy Anna – Utas
- Páger Antal – Apa (archív terjedelem)
- Ruttkai Ottó – Tornatanár
- Szemere Vera – Tanárné
- Tolnay Klári – Anya
- Vajó Sándor – Bukott diák

További szereplők: Csonka Gyula, Dudás Mária, Hetényi Pál, Illés Sári, Kern András, Konrád József, Leisen Antal, Molnár Ferenc, Reinitz György, Szakáts Miklós, Uri István